# New Glarus
New Glarus is een plaats (village) in de Amerikaanse staat Wisconsin, en valt bestuurlijk gezien onder Green County.

## Demografie
Bij de volkstelling in 2000 werd het aantal inwoners vastgesteld op 2111. In 2006 is het aantal inwoners door het United States Census Bureau geschat op 2070, een daling van 41 (-1,9%).

## Geografie
Volgens het United States Census Bureau beslaat de plaats een oppervlakte van 3,7 km². New Glarus ligt op ongeveer 278 m boven zeeniveau.
De plaats ligt ongeveer 40 kilometer ten westen van Rock River.

## Plaatsen in de nabije omgeving
De onderstaande figuur toont nabijgelegen plaatsen in een straal van 24 km rond New Glarus.